# دواین ددمون
دواین ددمون (انگلیسی: Dewayne Dedmon؛ زادهٔ ۱۲ اوت ۱۹۸۹) یک بازیکن بسکتبال اهل ایالات متحده آمریکا است. از باشگاه‌هایی که در آن بازی کرده‌است می‌توان به گلدن استیت واریرز، اورلندو مجیک و فیلادلفیا سونتی‌سیکسرز اشاره کرد.